# Тус
Тус, Тос или Товс (перс. توس / طوس‎) — древний город, расположенный на северо-востоке Ирана, в остане (провинции) Хорасан-Резави, недалеко от города Мешхед.
Древние греки во время греко-македонского завоевания Ирана называли этот город Су́сиа (греч. Σούσια). Тус был захвачен Александром Македонским в 330 году до нашей эры. Город также иногда известен под названием Ту́са. Город известен как место рождения и смерти выдающегося персидского поэта Фирдоуси, мавзолей которого также расположен в этом городе.
По некоторым историческим данным, Тус являлся первым городом на северо-востоке Ирана, которого захватил Александр Македонский. В 747 году город был взят омейядским халифом Абдуль-Маликом ибн Марваном. После аббасидской революции, город был подчинён Аббасидам. В 809 году именно в Тусе умер аббасидский халиф Харун ар-Рашид Его могила расположена в этом регионе.. Между 1220 и 1259 годами, Тус был полностью разрушен в результате нашествия монголов. 
Самый известный человек, родившийся в Тусе — поэт, автор поэмы «Шахнаме» — Фирдоуси. Одним из известных людей, родившихся в Тусе — исламский богослов, правовед, философ и мистик, один из основателей суфизма  — Абу Хамид аль-Газали. Другими наиболее известными людьми Туса являются алхимик и врач, математик и астроном Джабир ибн Хайян, поэт Асади Туси, сельджукский визирь Низам аль-Мульк, математик и астроном Насир ад-Дин Туси, шиитский богослов Шейх ат-Таифа ат-Туси.
Город Тус является кандидатом для признания всемирным наследием ЮНЕСКО, под названием «Культурно-исторический ландшафт города Тус».

## Галерея
- Мавзолей Харуна ар-Рашида, построенный в XIII веке
- Вид на мавзолей Фирдоуси и окружающий его парк
- Памятник Фирдоуси в парке названном в его честь